# Black Mesa (sommet)
Pour les articles homonymes, voir Black Mesa.
Le mont Black Mesa est une mesa située aux confins de trois États des États-Unis : le Colorado, le Nouveau-Mexique et l'Oklahoma.
Depuis la Mesa de Maya dans le Colorado, elle s'étend le long de la rivière Cimarron, déborde au nord-est du Nouveau-Mexique, et se termine aux environs de Kenton dans l'Oklahoma Panhandle. Son sommet culmine à 1 737 mètres d'altitude au Colorado ; il s'élève à 1 597 mètres au Nouveau-Mexique et atteint 1 516 mètres dans l'Oklahoma, le point culminant de l'État.
Ce sommet semble s'être formé il y a plusieurs millénaires alors qu'une strate de roche volcanique noire est apparue au sommet du fait de l'érosion naturelle.
Dans l'État d'Oklahoma, cette montagne abrite la réserve naturelle de Black Mesa.